# Christopher Nevinson
Pour les articles homonymes, voir Nevinson.
 (avril 2021).
Si vous disposez d'ouvrages ou d'articles de référence ou si vous connaissez des sites web de qualité traitant du thème abordé ici, merci de compléter l'article en donnant les références utiles à sa vérifiabilité et en les liant à la section « Notes et références ».
Christopher Richard Wynne Nevinson, né le 13 août 1889 à Londres et mort le 7 octobre 1946 dans la même ville, est un peintre de paysage et un portraitiste britannique. Il est également graveur et lithographe. Son nom est le plus souvent abrégé en C. R. W. Nevinson, et son prénom usuel est Richard.

## Biographie

### Jeunesse et formation
Il est le fils du journaliste et correspondant de guerre Henry Nevinson et de la femme de lettre Margaret Nevinson, également militante pour le droit de vote des femmes. Après des études à Uppingham School, qu'il déteste, Nevinson fait ses études supérieures à la St John's Wood School of Art. Très impressionné par le travail du peintre gallois Augustus John, il décide de suivre les cours de la prestigieuse Slade School of Art, à l'University College de Londres. Parmi ses condisciples dans cette célèbre institution, on peut citer Mark Gertler, Stanley Spencer, Paul Nash et Dora Carrington. Gertler est à cette époque son plus proche compagnon et son mentor ; ils forment pendant un moment un groupe dit des « Néo-Primitifs », très influencé par les artistes du début de la Renaissance. Malheureusement, cette collaboration prend rapidement fin en raison de la rivalité amoureuse qui oppose les deux hommes au sujet de Dora Carrigton. Dans le même temps, le professeur de dessin de Nevinson, Henry Tonks, lui conseille de renoncer à toute carrière artistique.
En 1911, il vit à Paris où il découvre le cubisme et poursuit ses études à l'Académie roi Julian.

### Carrière
À sa sortie de la Slade School of Fine Art, Nevinson se lie d'amitié avec l'italien Filippo Tommaso Marinetti, le leader du futurisme, un mouvement littéraire et artistique européen. Il rencontre également l'écrivain et artiste Wyndham Lewis, fondateur en mars 1914 de l'Ephémère Rebel Art Centre de Londres, qui comptait parmi ses membres Edward Wadsworth et Ezra Pound. Rapidement il entre en conflit avec Lewis et les autres artistes « rebelles » quand il associe leurs noms au mouvement futuriste. Lewis fonde immédiatement avec Ezra Pound un autre groupe d'avant-garde, le Vorticisme, dont Richard est exclu d'emblée mais Richard Nevinson est l'un des plus célèbres « artistes de guerre ».
Mais durant la Première Guerre mondiale, C. R. W. Nevinson s'engage du côté français en tant qu'ambulancier pendant la durée du conflit. Lorsqu'il était ambulancier, il a vu de nombreuses choses choquantes qui l'ont inspiré pour de nombreux tableaux comme La Mitrailleuse (1916), exposée au London Salon de l'Allied Artists' Association, où l'œuvre est saluée.
Sa personnalité dépressive et fantasque lui attire des inimitiés, tant aux États-Unis qu'en Grande-Bretagne. Roger Fry du Bloomsbury Group était un de ses critiques les plus virulents.
En 1920, le critique Lewis Hind écrivait, dans l'introduction du catalogue d'une exposition consacrée aux œuvres récentes de Richard Nevinson : « C'est quelque que chose que d'être à trente et un ans, l'un des artistes britanniques les plus controversés, les plus reconnus, les plus prometteurs, les plus admirés et les plus haïs. » Sa carrière d'après-guerre n'a pas été très différente.

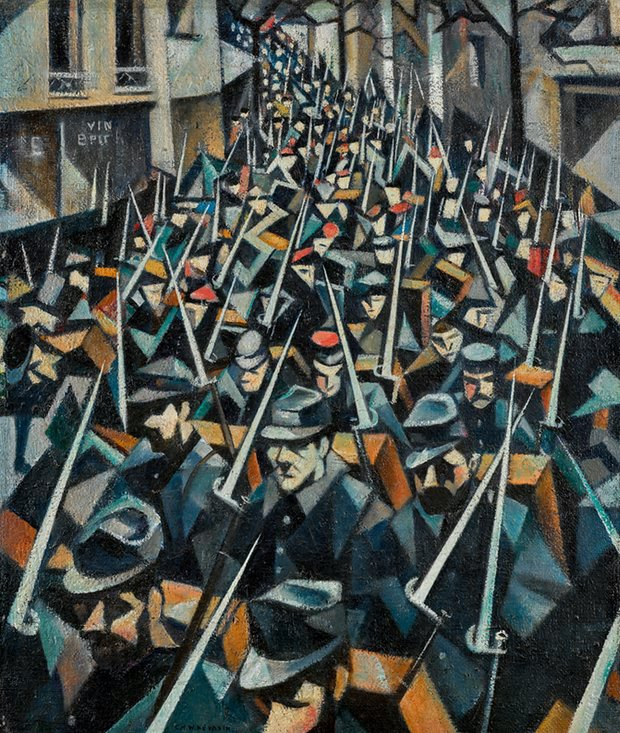
A Dawn (Une Aube) (1914).
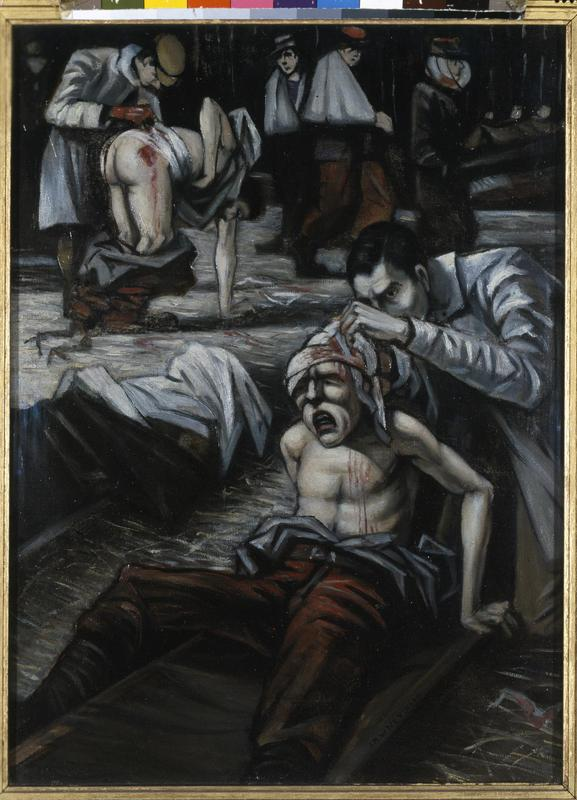
Le Docteur (1916).
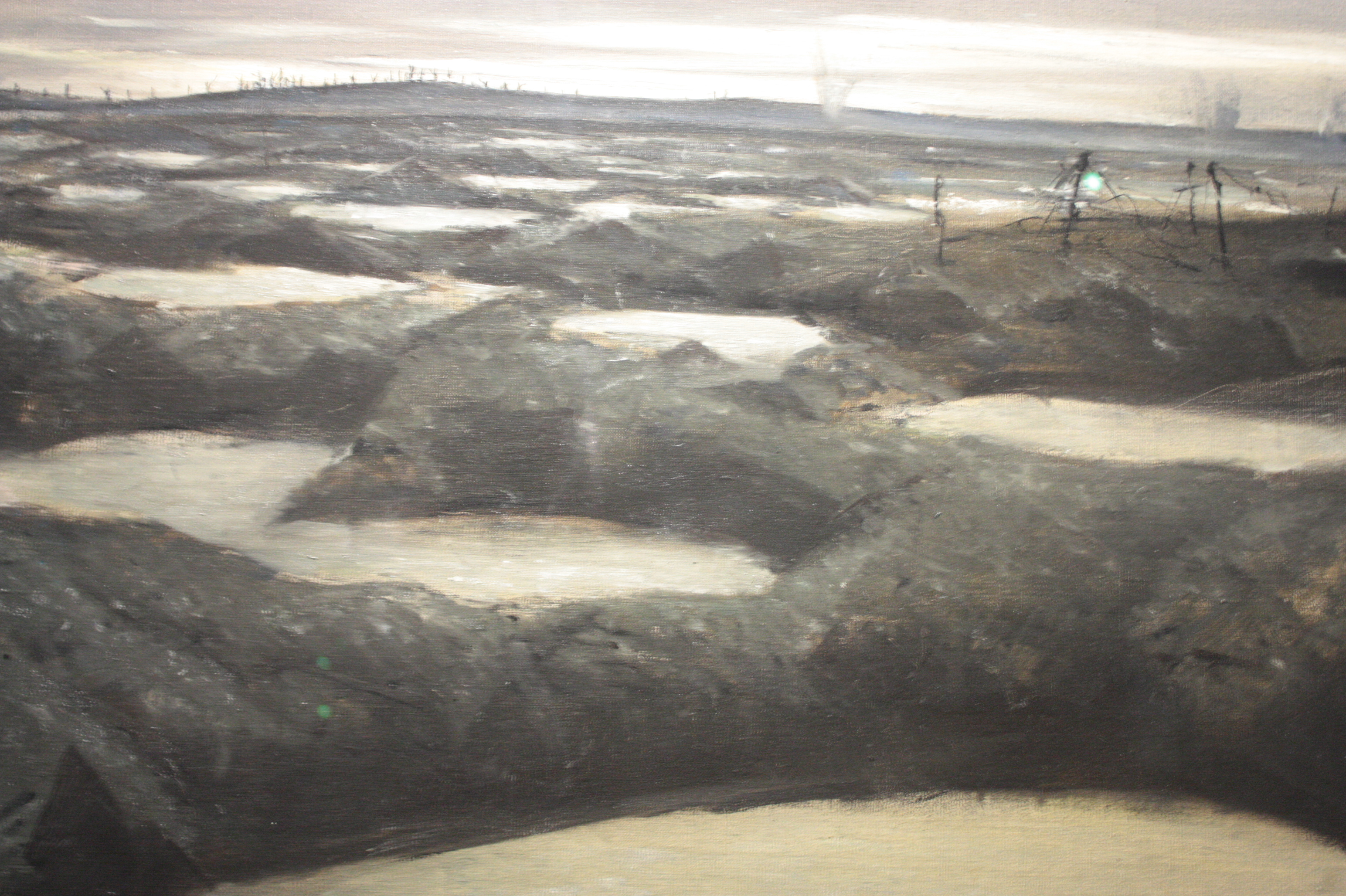
After The Push (1917).
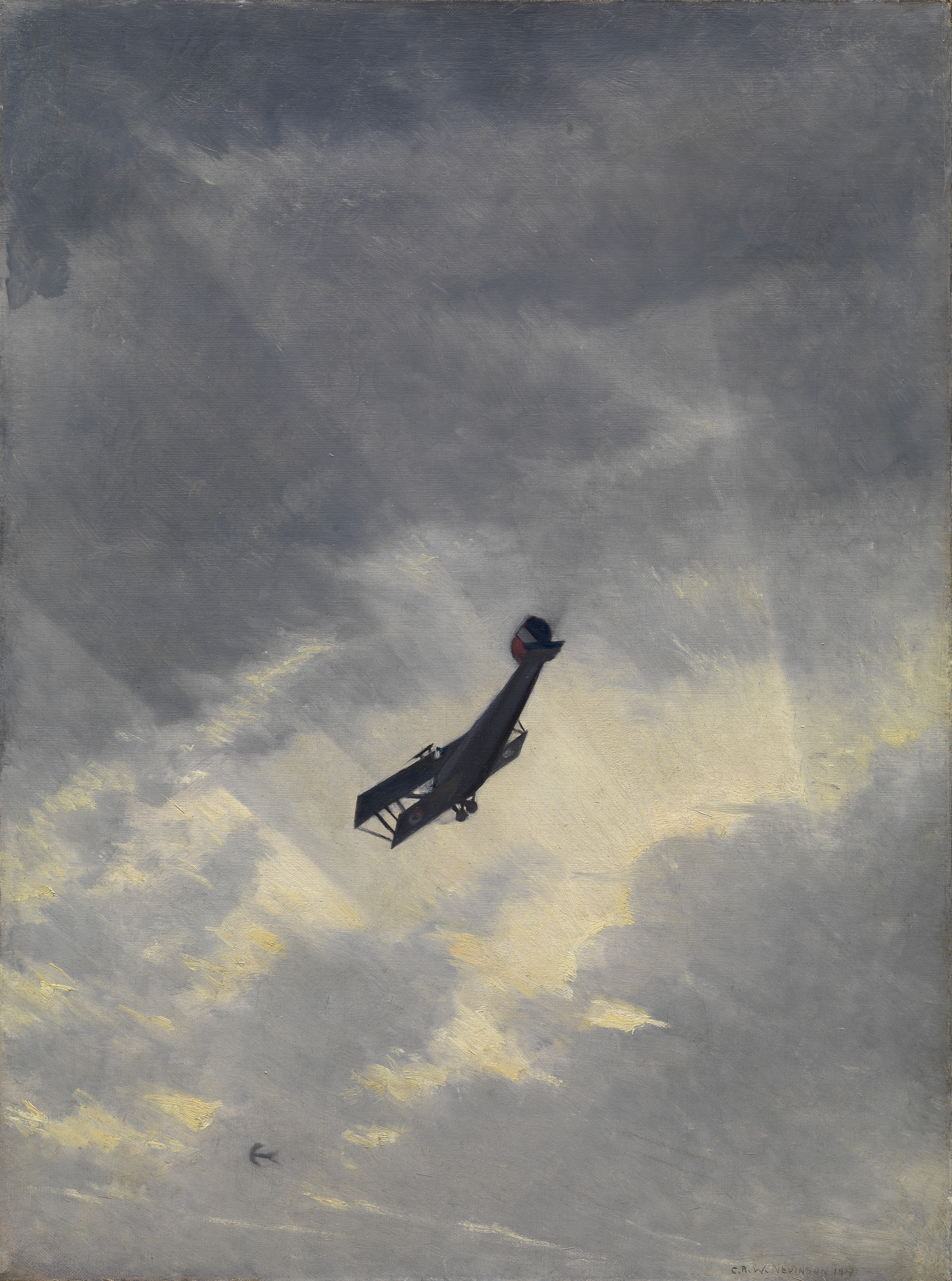
Piqué sur un appareil ennemi (1917).
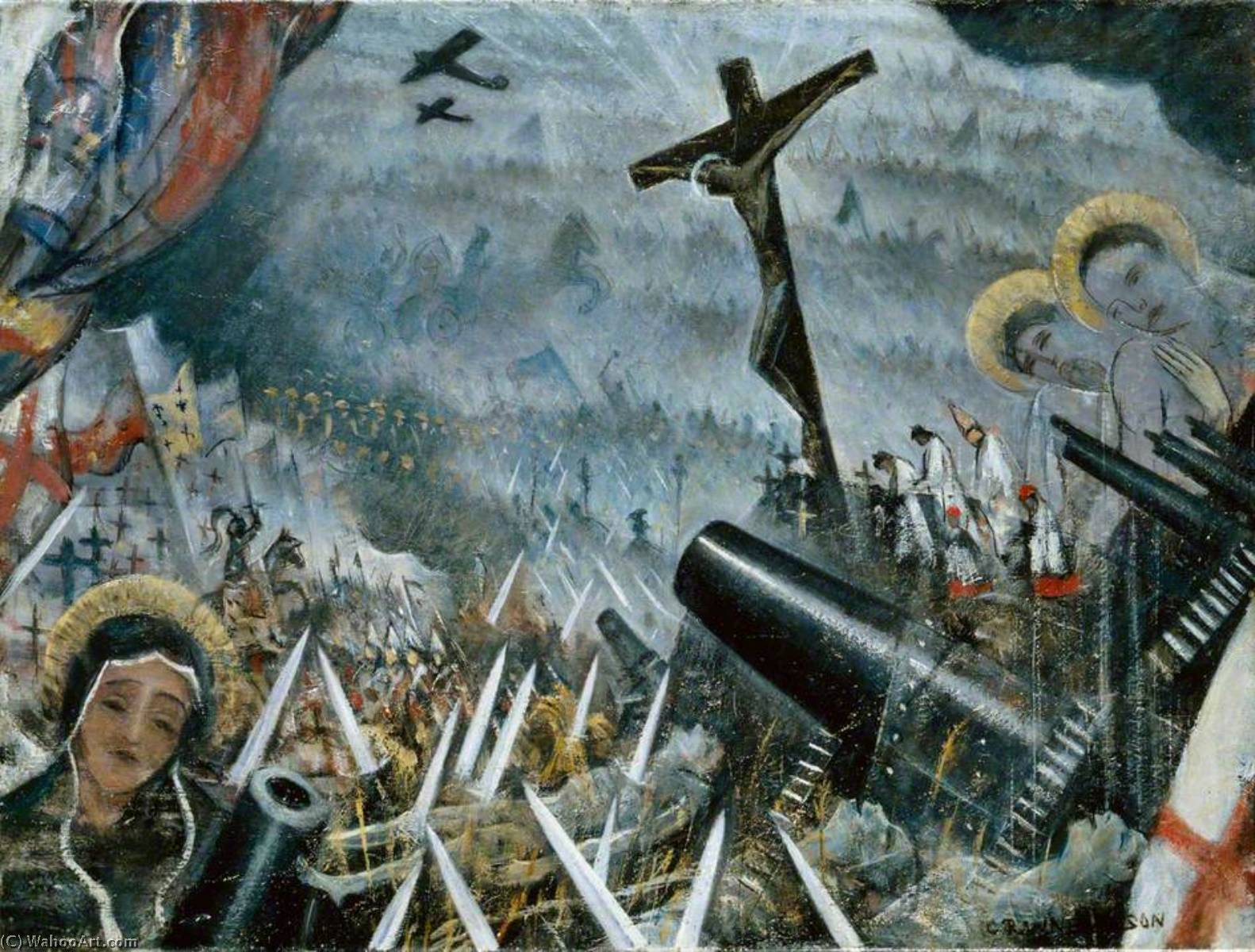
L'Infini culte du sacrifice humain (1934).
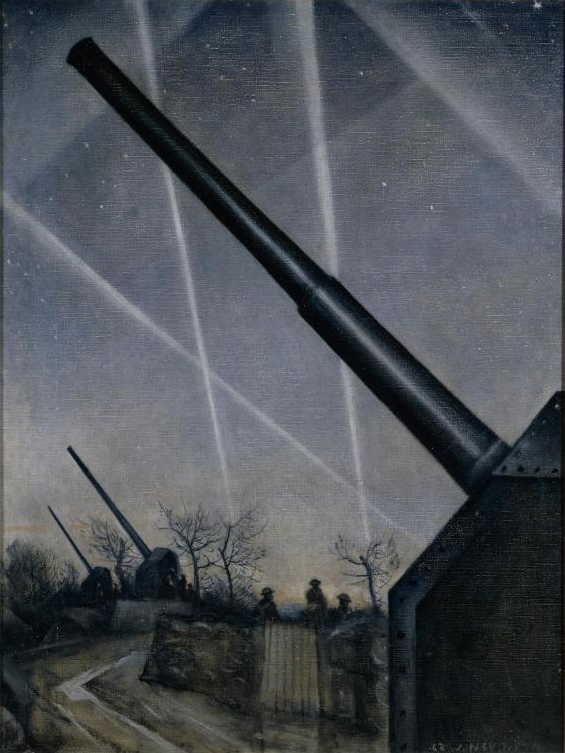
Défense anti-aérienne (1940).